# Slana bara
Slana bara (bulgariska: Слана бара) är ett distrikt i Bulgarien.   Det ligger i kommunen Obsjtina Vidin och regionen Vidin, i den nordvästra delen av landet, 150 km norr om huvudstaden Sofia.
Trakten runt Slana bara består till största delen av jordbruksmark. Runt Slana bara är det ganska tätbefolkat, med 134 invånare per kvadratkilometer.